# Cota de tela
Cota de tela é o nome dado à obrigação legal, existente em muitos países, de exibição de um mínimo de obras nacionais no cinema ou na televisão.

## Histórico
As primeiras legislações protecionistas para a indústria cinematográfica surgiram na Europa, após a Primeira Guerra Mundial. O objetivo era evitar que as grandes produções de Hollywood tomassem conta do mercado e sufocassem a produção local. Porém, depois da Segunda Guerra Mundial, no processo de reconstrução e recuperação das economias europeias, os Estados Unidos da América passaram a exercer forte pressão para suprimir as cotas. Assim, em 1946, a França assinou com os EUA o Acordo Blum-Byrnes, que diminuía as restrições à entrada de filmes americanos. Em troca, recebeu financiamentos para saldar as dívidas de guerra.
O processo sofreu um desvio importante em 1947, quando foi assinado o Acordo Geral de Tarifas e Comércio (GATT, na sigla em inglês), que previa a liberação do comércio de bens entre os países signatários. O Reino Unido, a Noruega e a Tchecoslováquia conseguiram fazer constar do texto a cláusula de "exceção cultural". Assim, o Artigo IV do tratado permitiu que cada país optasse por criar barreiras à entrada de filmes estrangeiros.
O Artigo IV do GATT permitiu, assim, que as cotas de tela estabelecidas no período entre as duas guerras mundiais se mantivesse por mais algumas décadas. Contudo, elas acabaram sendo abolidas por países como Itália (1962), Dinamarca (1975), Reino Unido (1985) e Suíça (1993).

## Países que adotam cota de tela

### Argentina
Na Argentina, a Ley de Cine (Lei 24.377, de 2004) permite ao Poder Executivo fixar um número mínimo de filmes nacionais a serem exibidos nos cinemas. No caso de um complexo com 16 salas, esse número chega a 64 títulos diferentes por ano. Além disso, o filme deve permanecer em cartaz por pelo menos uma semana, e não pode ser substituído na semana seguinte caso alcance um desempenho mínimo na bilheteria.

### Brasil
A primeira legislação brasileira sobre cota de tela data de 1932. Naquele ano, o decreto 21.240 determinava a exibição de um filme educativo a cada sessão. A partir de 1939, com o Decreto-lei 1949, os cinemas tinham que exibir também um mínimo de longa-metragens nacionais por ano. A cota chegou a seis filmes por ano em 1950.[carece de fontes?]
Em 1963, a cota estabelecida foi de 56 dias por ano. Esse número saltou para 112 dias no ano seguinte, quando foi fundado o Instituto Nacional do Cinema (INC), e chegou a 140 na época do Conselho Nacional do Cinema (Concine). Em 1998, ano que marca o período da Retomada no cinema brasileiro, a cota era de 49 dias.[carece de fontes?]
De acordo com o modelo estabelecido pela Medida Provisória nº 2228-1, de 2001, a cota é decidida a cada ano por decreto presidencial. Em 2004, o número mínimo chegou a ser de 63 dias por cada sala. Desde 2007, os decretos vem estabelecendo cotas proporcionais ao tamanho do complexo. Em 2011, o mínimo de dias varia de 28 (para um cinema de apenas uma sala) até 644 (no caso de um multiplex com 20 salas). O número mínimo de títulos diferentes a serem exibidos também varia, indo de três a 14. A política expirou no final de 2021 e não foi imediatamente renovada. Uma tese de mestrado da PUC-Rio de 2022 encontrou que as cotas tiveram impacto negativo na bilheteria, e ainda que o impacto especifico "na receita e no público de filmes brasileiros é próximo a zero". No terceiro governo Lula, a cota foi retomada por lei, voltando-se ao sistema no qual o número de filmes é definido por decreto presidencial a cada ano.

### Bolívia
Uma lei boliviana de 1997 obriga cinemas localizados em cidades com mais de cem mil habitantes a exibir 36 dias de filmes nacionais por ano. Porém, a obrigação sempre foi ignorada pelos empresários do setor.

### China
Um dos mercados com maiores restrições à entrada de filmes de outros países, a China limita as estreias estrangeiras a vinte títulos por ano.

### Colômbia
A legislação colombiana, em vez de obrigar os cinemas a exibir filmes nacionais, cria incentivos. A lei 814 concede redução na taxa de Desenvolvimento Cinematográfico, caso o cinema tenha exibido, no ano anterior, mais filmes que o mínimo estabelecido pelo Governo.

### Coreia do Sul
Na Coreia do Sul, a lei de controle dos cinemas, criada, com o objetivo de reduzir o impacto da cultura ocidental, é de 1961, mas só em 1970 uma emenda passou a exigir um mínimo de 30 dias anuais de filmes coreanos. Novas alterações na lei elevaram esse número para 121, em 1973, e 146, em 1985. A critério do Ministério da Cultura e do Turismo, porém, a cota pode ser reduzida para 106 dias.
A exemplo do que aconteceu na Europa após a Segunda Guerra Mundial, o governo sul-coreano vem sofrendo pressões dos EUA para eliminar a sua proteção ao cinema local. O tema foi discutido nas conversas para a assinatura de um acordo para a criação uma área de livre comércio, no fim dos anos 1990, e tornou-se um dos principais obstáculos da negociação. O governo da Coreia chegou a propor uma redução da cota para 92 dias. Os EUA, porém, exigiam a supressão total da obrigação.

### Egito
A Lei 13, de 1971, obriga os cinemas egípcios a exibir uma semana de filmes locais em cada uma das três "temporadas" em que o ano é dividido. Além disso, a importação de obras estrangeiras é limitada a cinco cópias por título, a não ser que haja uma autorização extraordinária do Ministério da Cultura. Há ainda regras para lançamento de filmes nacionais nos feriados muçulmanos.

### Espanha
A Espanha é o único país da União Europeia que ainda aplica cotas para os cinemas. A Lei 15, de 2001, exige que 25% do tempo de exibição nas salas de cinema sejam dedicados a filmes da União Europeia. Além disso, a Catalunha também obriga os exibidores locais a programar um mínimo de sessões dubladas em catalão.

### México
No México, a Ley de Cinematografía, de 1988, exige que 10% do tempo total das salas de cinema sejam dedicados à exibição de filmes mexicanos.

### União Europeia
A União Europeia não exige que os países-membros adotem mecanismos de cota de tela. A opção foi pelo incentivo econômico, por meio da rede Europa Cinemas. Os complexos associados recebem apoio financeiro em troca do compromisso de que mais de 50% de sua programação sejam destinados a filmes europeus.
A Europa Cinemas reúne hoje 1.945 salas em 758 cinemas, cobrindo 439 cidades de 43 países.
Para a televisão, porém, a diretiva Televisão Sem Fronteiras exige um mínimo de 50% de programas europeus.

### Venezuela
A Ley de Cinematografía Nacional da Venezuela data de 2003, tendo sido reformada em 2005. Ela determina que 20% do total de obras distribuídas a cada ano sejam venezuelanas. Se a produção nacional não fornecer quantidade suficiente, as empresas podem completar a cota com obras estrangeiras "de caráter independente, artístico ou cultural".